# Erika Andreeva
Erika Aleksandrovna Andreeva (în rusă Эрика Александровна Андреева; n. 24 iunie 2004, Krasnoiarsk, Krasnoiarsk, Rusia) este o jucătoare rusă de tenis. Cea mai bună clasare a sa la simplu este locul 75 mondial, în august 2024. Ea a câștigat trei titluri la simplu și un titlu la dublu pe circuitul ITF.
Sora sa cu trei ani mai mică, Mirra Andreeva, este de asemenea jucătoare profesionistă de tenis. Ambele s-au mutat la Moscova din Krasnoiarsk, orașul lor natal, pentru a-și dezvolta cariera de tenis.

## Cariera profesionistă

### 2022: Debut în circuitul WTA  și în turneele de Grand Slam, prima victorie WTA
Andreeva și-a făcut debutul în circuitul WTA la Ladies Open Lausanne 2022, după ce s-a calificat. Acolo a înregistrat prima ei victorie la nivel de circuit WTA după ce a cedat doar trei game-uri împotriva Annei Blinkova în prima rundă.
Și-a făcut debutul la un turneu de Grand Slam la US Open 2022, câștigând cele trei meciuri de calificare pentru a obține un loc pe tabloul principal.

### 2023: Debut și prima victorie la WTA 1000
Clasată pe locul 135 la ediția inaugurală a ATX Open 2023 din Austin, Texas, a ajuns pe tabloul principal ca lucky loser și a câștigat cel mai lung meci al sezonului de până atunci, împotriva lui Harriet Dart, mecia care a durat trei ore și 32 de minute. Apoi a pierdut în fața Annei-Lena Friedsam într-un alt meci de peste trei ore.
A primit un wildcard pentru tabloul principal, la debutul său în turneul WTA 1000 de la Miami Open 2023, și a câștigat primul meci învingând-o pe colega ei Ashlyn Krueger. La debutul său, ea a intrat la Roland Garros 2023 ca lucky loser după retragerea altei rusoaice Anna Kalinskaia.